# Реал Сосьєдад
«Реа́л Сосьєда́д» (ісп. Real Sociedad de Fútbol) — іспанський футбольний клуб із Сан-Себастьяна, Країна Басків. Заснований 7 вересня 1909 року. Домашні матчі проводить на стадіоні «Аноета».

## Історія
«Реал Сосьєдад» вигравав Ла-Лігу в сезонах 1980–81 і 1981–82, а в сезонах 1979–80, 1987–88 і 2002–03 посідав друге місце. Клуб також тричі вигравав Кубок Іспанії, у 1909, 1987 та 2020 роках. «Реал Сосьєдад» має давнє суперництво з командою «Атлетік», матчі між цими клубами відомі як «Баскське дербі». «Реал Сосьєдад» був одним із засновників Ла-Ліги в 1929 році. Найдовший період виступів клубу у вищому дивізіоні тривав 40 сезонів, з 1967 по 2007 рік.
Традиційно клуб дотримувався політики (подібної до свого конкурента «Атлетіка») підписання лише баскських гравців, перш ніж у 1989 році підписав контракт із форвардом збірної Ірландії Джоном Олдріджем. Хоча серед гравців зберігся сильний баскський контингент, нині небаскські іспанці і іноземні гравці представлені в клубі. Юнацька академія після баскської ери все ще дуже успішно розвивала всесвітньо відомих гравців, таких як переможці Чемпіонату світу Хабі Алонсо й Антуан Грізманн.
Клуб п'ять разів брав участь у Лізі чемпіонів УЄФА. Перша поява відбулася у сезоні 1981–82, коли клуб програв у першому раунді софійському «ЦСКА». У наступному сезоні команда дійшла до півфіналу, але з мінімальним рахунком програла німецькому клубу «Гамбург». У сезоні 2003–04 клуб вийшов до 1/8 фіналу, де програв «Ліону». У сезоні 2013–14 команда посіла 4-е місце на груповому етапі. Остання поява клубу відбулася в сезоні 2023–24, де він вийшов до 1/8 фіналу, програвши ПСЖ з рахунком 4–1 у двох матчах.
У сезоні 2006/2007 зайняв 19-е, передостаннє місце в Прімері і вибув у Сегунду. Чекати повернення довелося три роки: у сезоні 2009/10 «Реал Сосьєдад» виграв чемпіонат Сегунди і повернувся в елітний дивізіон.

## Поточний склад
Станом на 1 травня 2025
| №  | Поз. | Нац.     | Гравець                       |
| -- | ---- | -------- | ----------------------------- |
| 1  | ВР   | Іспанія  | Алекс Реміро                  |
| 2  | ЗХ   | Іспанія  | Альваро Одріосола             |
| 3  | ЗХ   | Іспанія  | Айен Муньйос                  |
| 4  | ПЗ   | Іспанія  | Мартін Субіменді              |
| 5  | ЗХ   | Іспанія  | Ігор Субельдія                |
| 6  | ЗХ   | Іспанія  | Аріц Елустондо (віце-капітан) |
| 7  | НП   | Іспанія  | Андер Барренечеа              |
| 8  | ПЗ   | Росія    | Арсен Захарян                 |
| 9  | НП   | Ісландія | Оррі Оскарссон                |
| 10 | НП   | Іспанія  | Мікель Оярсабаль (капітан)    |
| 11 | НП   | Суринам  | Шералдо Беккер                |
| 12 | ЗХ   | Іспанія  | Хаві Лопес                    |

| №  | Поз. | Нац.      | Гравець              |
| -- | ---- | --------- | -------------------- |
| 13 | ВР   | Іспанія   | Унаі Марреро         |
| 14 | НП   | Японія    | Такефуса Кубо        |
| 16 | ПЗ   | Іспанія   | Хон Андер Оласагасті |
| 17 | НП   | Іспанія   | Серхіо Гомес         |
| 18 | ЗХ   | Малі      | Амарі Траоре         |
| 19 | ЗХ   | Венесуела | Хон Арамбуру         |
| 20 | ЗХ   | Іспанія   | Хон Пачеко           |
| 21 | ЗХ   | Марокко   | Наєф Аґерд           |
| 22 | ПЗ   | Іспанія   | Беньят Турр'єнтес    |
| 23 | ПЗ   | Іспанія   | Браїс Мендес         |
| 24 | ПЗ   | Хорватія  | Лука Сучич           |
| 28 | ПЗ   | Іспанія   | Пабло Марін          |
| 31 | ЗХ   | Іспанія   | Хон Мартін           |

## Досягнення
- Чемпіон Іспанії (2): 1980/81, 1981/82
- Переможець Сегунди: 1948/49, 1966/67, 2009/10
- Віце-чемпіон Іспанії (3): 1979/80, 1987/88, 2002/03
- Володар кубка Іспанії (3): 1909, 1986/87, 2019/20
- Фіналіст кубка Іспанії (5): 1910, 1913, 1928, 1951, 1987/88,
- Володар Суперкубка Іспанії (1): 1982

## Відомі гравці
У дужках — роки виступів за «Реал Сосьєдад»
- Ігнасіо Ейсагірре (1939—1941, 1950—1956)
- Луїс Арконада (1974—1989)
- Джон Олдрідж (1989—1991)
- Валерій Карпін (1994—1996, 2002—2005)
- Луїс Гарсія Постіго (1994—1995)
- Гокан Мільд (1996—1998)
- Дарко Ковачевич (1996—1999, 2001—2007)
- Рікарду Са Пінту (1997—2000)
- Едгарас Янкаускас (1999—2002)
- Дмитро Хохлов (1999—2003)
- Хабі Алонсо (1999—2004)
- Ніхат Кахведжі (2002—2006)
- Савіо (2007)
- Марк Гонсалес (2006)
- Давід Сільва (2020—2023)

## Відомі тренери
- Ліппо Гертцка (1922—1926)
- Альберто Ормачеа (1979—1985)
- Джон Тошак (1985—1989, 1991—1994, 2001—2002)
- Хав'єр Ірурета (1995—1997)
- Хав'єр Клементе (1999—2000)
- Рейнальд Дено (2002—2004)